# Dennis Lehane
Dennis Lehane (Dorchester, Boston, Massachusetts, 4 d'agost de 1965) és un escriptor estatunidenc, tres de les novel·les del qual han estat portades al cinema: Mystic River, Gone, Baby, Gone i Shutter Island, i diverses han merescut premis, entre elles A Drink Before the War i el bestseller Mystic River. Els espais de la seva ciutat han servit d'inspiració per als ambients urbans de les seves novel·les. D'ascendència irlandesa, les seves històries retraten la vida de grups immigrants o marginats a Boston, alhora que constitueixen un retrat de la cultura irlandesa, ressaltant el pes de la religió catòlica en diversos dels seus personatges.
Fins ara ha escrit sis novel·les de la seva sèrie dels investigadors Patrick Kenzie & Angela Gennaro.

## Obra

### Sèrie Kenzie-Gennaro
- A Drink Before the War (1994). ISBN 015100093X
- Darkness, Take My Hand (1996). ISBN 0688143806
- Sacred (1997). ISBN 0688143814
- Gone, Baby, Gone (1998). ISBN 0688153321
- Prayers for Rain (1999). ISBN 068815333X
- Moonlight Mile (2010). ISBN 0061836923

### Altres obres
- Mystic River (2001). ISBN 0688163165
- Shutter Island (2003). ISBN 0688163173
- Coronado: Stories (2006). ISBN 978-0061139673
- The Given Day (2008). ISBN 978-0688163181
- Live By Night (2012). ISBN 978-0060004873
- The Drop (2014), traduït al català com a L'entrega per Yannick Garcia amb Salamandra (2014)
- World Gone By (2015)

### Filmografia
- Mystic River (2003), adaptació cinematogràfica
- The Wire (sèrie de televisió de 2002), guionista
  - Episodi 3.03 "Dead Soldiers" (2004) guió i adaptació per a televisió
  - Episodi 4.04 "Refugees" (2006) guió i adaptació per a televisió
  - Episodi 5.08 "Clarifications" (2008) guió i adaptació per a televisió
- Adéu, nena, adéu (2007), adaptació cinematogràfica
- Shutter Island (2010), adaptació cinematogràfica; productor executiu
- Castle (2009) actor, com a ell mateix
  - Episodi 3.21 "The Dead Pool" (2011)
- Boardwalk Empire (2013), guionista i consultor creatiu
- The Drop (2014), guionista, basada en el seu relat breu "Animal Rescue"